# Forskningspolitik
Forskningspolitik eller vetenskapspolitik är det politikområde som behandlar organisationen av offentlig och privat forskning. Det kan handla om hur forskningen ska finansieras, hur den ska utvärderas, prioriteringar av forskningsområden, karriärmöjligheter för forskare, organisering av lärosäten och forskningsinstitut m.m.
Ett närliggande, och delvis överlappande, politikområde är innovationspolitiken, som även innefattar förutsättnigarna för kommersialisering genom till exempel immaterialrätt och näringspolitik.

## Forskningspolitiken i Sverige
I Sverige ansvarar Utbildningsdepartementet för forskningspolitiken genom ministern för högre utbildning och forskning. Politiken styrs främst genom de så kallade forskningspropositioner som regeringen sedan 1982 lägger fram en gång per mandatperiod. Den senaste forskningspropositionen Forskning, frihet, framtid – kunskap och innovation för Sverige (prop. 2020/21:60) lades fram av regeringen Löfven II i december 2020. En ny proposition är planerad till vintern 2024.
Systemet med regelbundna forskningspropositioner har sin grund i forskningsrådsutredningens slutbetänkande från 1977. I betänkandet föreslogs en modell med ett “FoU-program,” som regeringen lägger fram en gång per mandatperiod med de långsiktiga planerna för anslagsutveckling, prioriteringar, m.m. Ett uttryckligt syfte var att främja debatt om forskningspolitikens utformning. När forskningspropositionen ska förberedas inkommer ett stort antal inspel från olika aktörer i högskolesektorn och samhället i övrigt. Över 300 instanser lämnade in underlag inför arbetet med 2020 års forskningsproposition. Processen har kritiserats för att leda till kortsiktighet och bredare blocköverskridande överenskommelser har efterlysts.
En viktig del av den svenska forskningspolitiken är hur statens medel för forskning ska fördelas. De statliga anslagen för forskning och utveckling uppgick 2019 till cirka 37 miljarder kronor. Av dessa var ungefär 50% direkta anslag till forskning vid universitet och högskolor. Ytterligare cirka 30% går till forskningsråden (Vetenskapsrådet, Formas, Forte och Vinnova) som delar ut forskningsmedel till lärosätena i konkurrensutsatta utlysningar.